# Centauromachie

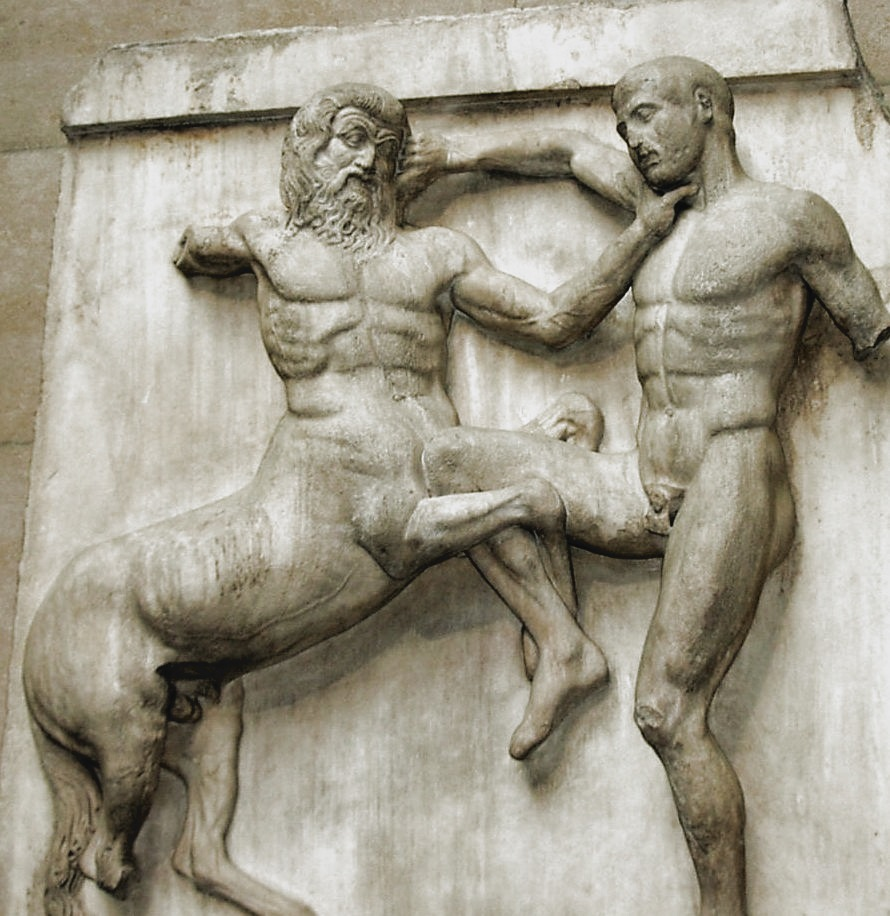
Lapithe combattant un centaure. Sculpture en haut-relief, métope Sud 31, Parthénon, vers 447-433 av. J.-C.

Une centauromachie, littéralement « le combat des centaures », est un thème iconographique fréquent dans l'Antiquité grecque et romaine, que l'on trouve représenté aussi bien sur des vases que des bas-reliefs ou hauts-reliefs de monuments ou de sarcophages. Il s'agit de scènes de combat opposant ce peuple mythique de créatures mi-hommes, mi-chevaux, à des héros de la mythologie grecque.